# Plaisance-du-Sud
Plaisance-du-Sud, in creolo haitiano Plezans disid, è un comune di Haiti facente parte dell'arrondissement di Anse-à-Veau nel dipartimento di Nippes.